# 洛雷娜 (足球运动员)
洛雷娜·达席尔瓦·莱特（葡萄牙語：Lorena da Silva Leite，1997年5月6日—），通常简称洛雷娜，巴西職業女子足球运动员，司職門將，現效力國家女子足球聯賽球隊堪薩斯城潮流和巴西國家女子足球隊。她曾代表巴西参加2024年夏季奥林匹克运动会女子足球比赛，获得一枚银牌。